# Burichang
Burichang är ett underdistrikt i Bangladesh. Det ligger i den centrala delen av landet, 70 km öster om huvudstaden Dhaka.
Trakten runt Burichang består till största delen av jordbruksmark. Runt Burichang är det mycket tätbefolkat, med 3 022 invånare per kvadratkilometer.